# Nîmes Olympique
Il Nîmes Olympique è una società calcistica francese con sede nella città di Nîmes. Milita nel Championnat National 2, la quarta serie del campionato francese di calcio. Fondato nel 1937 dopo la scomparsa del Sporting Club Nîmois, la squadra conosce un'epoca d'oro tra gli anni '50 e '80.
Può essere consiederata un'incompiuta del calcio francese: è arrivata quattro volte al secondo posto nella massima serie francese e tre volte in finale di Coppa di Francia, senza mai vincere.

## Storia

### Sporting Club Nîmois
La squadra venne fondata nel 1901, come Sporting Club Nîmois, da Henri Monnier. Originariamente, l'accesso al club era consentito solo ai giovani protestanti. Lo SCN giocò nel 1908 contro l'FC Sète per il titolo di "campione della Languedoc"; il Nîmois vinse e guadagnò l'accesso alla fase finale del campionato francese, dove venne poi sconfitta al primo turno dall'Olympique Marseille.
Durante la prima guerra mondiale il club sospese le attività, che ripresero solo 15 aprile 1919. Nel 1922, allo SCN venne accorpata un'altra squadra locale, l'F.A. Nîmois. La nuova squadra così formatasi prese parte, nel 1925, al campionato francese del Sud-Est, e nel 1927 riuscì anche ad accedere a quella che era la più alta divisione nazionale dell'epoca, la Division d'Honneur.
Nel 1937, infine, il club abbandonò l'attività professionistica a causa di problemi economici. Grazie agli sforzi di alcuni imprenditori locali, tuttavia, il club venne successivamente riformato con il nome attuale di Nîmes Olimpique.

### Nîmes Olympique
L'attuale club del Nîmes Olympique venne fondato il 10 aprile 1937, e giocò la sua prima partita l'8 agosto dello stesso anno.
Alla sua guida si succedettero vari allenatori, quali Marcel Gebelin (1940-[942), Louis Gabrillargues (1942-1946) e René Dedieu (1946-1948), ma i risultati conseguiti dalla squadra rimasero modesti, fatte salve alcune buone prestazioni in Coppa di Francia.
Nella stagione 1949-1950, invece, il club riuscì a vincere la Ligue 2 e ad accedere alla massima divisione.
Nella stagione Division 1 1958-1959 si classificò secondo Sotto la guida di Kader Firoud e grazie all'affiatata coppia d'attacco composta da Henri Skiba e dal marocchino Hassan Akesbi, che erano supportati da giocatori del calibro di Salah Djebaïli, il Nîmes tra gli anni cinquanta e sessanta del XX secolo si affermava tra le compagini migliori del panorama transalpino.
Durante gli anni settanta il Nîmes Olympique riuscì anche ad accedere per due volte alla Coppa UEFA, in entrambi i casi venendo però eliminata nelle prime fasi. Nel 1984, al termine di una stagione negativa, il club retrocesse in Ligue 2.
Successivamente la squadra riuscì a tornare in prima divisione, ma la perse nuovamente. Nel 1995 precipitò in terza divisione (Championnat National), in cui ha militato fino al 2008 (fatta salva una nuova, breve parentesi in Ligue 2 nel 1997). Alla fine della stagione 2007-2008, il Nîmes Olympique si è classificato terzo ed ha guadagnato l'accesso alla seconda divisione.
Nella stagione 1995-1996 ha raggiunto la finale di Coppa di Francia, persa contro l'Auxerre, che si aggiudicò anche il titolo nazionale. Fu dunque ammessa alla Coppa delle Coppe 1996-1997, dove superò al primo turno l'Honvéd, risultando l'unica squadra di terza divisione ad aver mai superato un turno in una coppa europea, per poi essere eliminata agli ottavi di finale dall'AIK.
Nella stagione 2017-2018 ha ottenuto la promozione in massima serie dopo 25 anni di attesa, essendosi piazzata seconda in Ligue 2. Il ritorno in Ligue 1 avviene nei migliori dei modi: la compagine di Nimes vince in casa dell’Angers con un incredibile 3-4, frutto di una pazzesca rimonta avvenuta nei minuti finali. La stagione, tra l’altro, si rivela essere decisamente positiva, col 9º posto raggiunto a fine campionato (53 punti).

## Rosa 2023-2024
Aggiornata al 15 agosto 2023.
| N. |                          | Ruolo | Calciatore       |
| -- | ------------------------ | ----- | ---------------- |
| 1  | Francia (bandiera)       | P     | Axel Maraval     |
| 2  | Francia (bandiera)       | D     | Kelyan Guessoum  |
| 3  | Francia (bandiera)       | D     | Scotty Sadzoute  |
| 4  | Francia (bandiera)       | D     | Maël de Gevigney |
| 6  | Francia (bandiera)       | D     | Benoît Poulain   |
| 7  | Francia (bandiera)       | A     | Lys Mousset      |
| 8  | Francia (bandiera)       | D     | Thibaut Vargas   |
| 9  | Guinea-Bissau (bandiera) | C     | Steve Ambri      |
| 10 | Francia (bandiera)       | C     | Nicolas Benezet  |
| 11 | Francia (bandiera)       | A     | Pablo Pagis      |
| 14 | Danimarca (bandiera)     | C     | Jens Thomasen    |
| 16 | Francia (bandiera)       | P     | Lucas Dias       |

| N. |                         | Ruolo | Calciatore         |
| -- | ----------------------- | ----- | ------------------ |
| 17 | Martinica (bandiera)    | D     | Ronny Labonne      |
| 18 | Francia (bandiera)      | C     | Mathis Picouleau   |
| 19 | Burkina Faso (bandiera) | D     | Nasser Djiga       |
| 20 | Francia (bandiera)      | C     | Léon Delpech       |
| 22 | Algeria (bandiera)      | C     | Mehdi Zerkane      |
| 24 | Mali (bandiera)         | A     | Mahamadou Doucouré |
| 26 | Francia (bandiera)      | D     | Sanasi Sy          |
| 30 | Francia (bandiera)      | P     | Amjhad Nazih       |
| 65 | Senegal (bandiera)      | A     | Moussa Koné        |
| 76 | Mauritania (bandiera)   | C     | Guessouma Fofana   |
| 97 | Francia (bandiera)      | D     | Patrick Burner     |

## Stadio
L'attuale stadio dove il Nîmes Olympique disputa le partite casalinghe, lo Stade des Costières, è stato inaugurato il 15 febbraio 1989, con una partita amichevole fra la Nazionale B francese e la Nazionale B ollandese. La prima partita ufficiale si è disputata invece il 4 marzo dello stesso anno. Lo stadio ha una capienza massima di 18,482 spettatori.

## Palmarès

### Competizioni nazionali
- Coppa Charles Drago: 1

1956
- Campionato francese di seconda divisione: 2

1949-1950, 1990-1991 (girone A)
- Championnat National: 2

1996-1997, 2011-2012

### Competizioni internazionali
- Coppa delle Alpi: 1

1972

### Competizioni giovanili
- Coppa Gambardella: 4

1961, 1966, 1969, 1977

### Altri piazzamenti
- Campionato francese:

Secondo posto: 1957-1958, 1958-1959, 1959-1960, 1971-1972
Terzo posto: 1961-1962
- Coppa di Francia:

Finalista: 1957-1958, 1960-1961, 1995-1996
Semifinalista: 1949-1950, 1958-1959, 1972-1973, 1998-1999, 2001-2002, 2004-2005
- Supercoppa francese:

Finalista: 1958
- Campionato francese di seconda divisione:

Secondo posto: 1967-1968, 1982-1983 (girone A), 1988-1989 (girone B), 2017-2018
Terzo posto: 1989-1990 (girone A)
Promozione: 1957-1958, 1958-1959, 1959-1960, 1971-1972, 1984-1985 (girone B)
- Championnat National:

Terzo posto: 2007-2008
- Promozione in Ligue 2:

1990-1991
- Coppa delle Alpi:

Finalista: 1976, 1980

## Statistiche e record

### Statistiche nelle competizioni UEFA
Tabella aggiornata alla fine della stagione 2018-2019.
| Competizione                  | Partecipazioni | G | V | N | P | RF | RS |
| ----------------------------- | -------------- | - | - | - | - | -- | -- |
| Coppa delle Coppe             | 1              | 4 | 3 | 0 | 1 | 7  | 5  |
| Coppa UEFA/UEFA Europa League | 2              | 4 | 1 | 0 | 3 | 4  | 6  |

#### Stemma

Stemma in uso solo nel 1958